# Salignac-Eyvigues
Salignac-Eyvigues település Franciaországban, Dordogne megyében. Lakosainak száma 1184 fő (2022. január 1.). Salignac-Eyvigues Paulin, Souillac, Simeyrols, Borrèze, Sainte-Nathalène, Saint-Crépin-et-Carlucet, Saint-Geniès, Pechs-de-l'Espérance, Peyrillac-et-Millac és Orliaguet községekkel határos.

## Népesség
A település népessége az elmúlt években az alábbi módon változott:
| Lakosok száma | 888  | 942  | 964  | 1116 | 1171 | 1177 | 1159 | 1177 | 1189 | 1184 |
|               | 1968 | 1982 | 1990 | 2006 | 2013 | 2015 | 2017 | 2019 | 2020 | 2022 |